# Conotrachelus curvicostatus
Conotrachelus curvicostatus – gatunek chrząszcza z rodziny ryjkowcowatych.

## Zasięg występowania
Ameryka Południowa i Północna, występuje w Brazylii, Gujanie, Gujanie Francuskiej oraz w Ameryce środkowej.

## Budowa ciała
Ubarwienie ciała czarne z pomarańczowymi plamkami. Na przedpleczu dwie podłużne, pomarańczowe pręgi po jego bokach.